# St. Burkhard (Nauendorf)

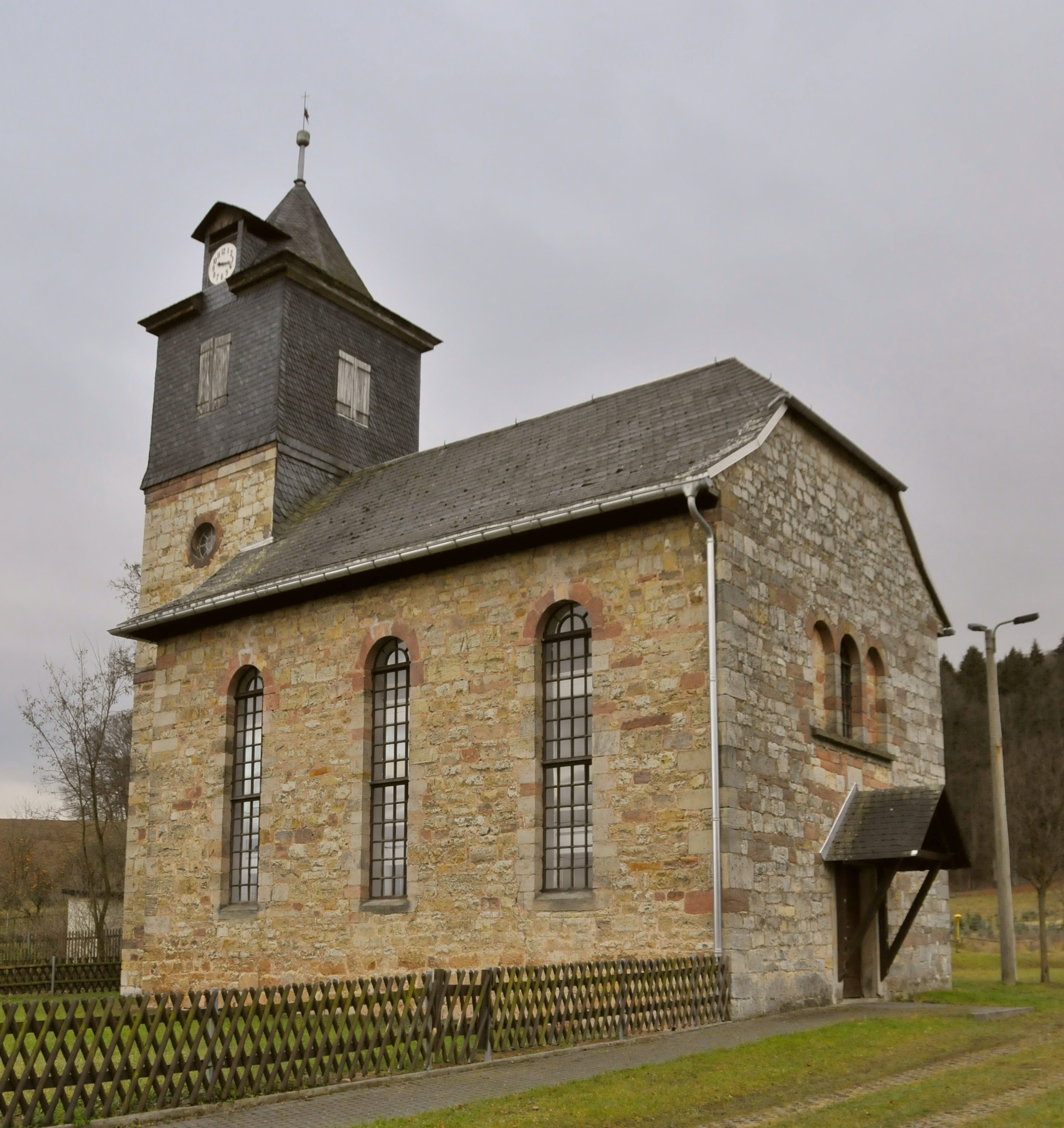
Die Kirche

Die Kirche St. Burkhard steht in der Gemeinde Nauendorf im Landkreis Weimarer Land in Thüringen. Sie gehört zum evangelisch-lutherischen Kirchspiel Kranichfeld im Kirchenkreis Weimar der Evangelischen Kirche in Mitteldeutschland.

## Lage
Die evangelische Kirche befindet sich südwestlich des Dorfes auf einer Anhöhe vor einem Wald.

## Geschichte
Die ständige Hochwassergefahr am alten Standort veranlasste die Kirchgemeinde, die Kirche 1829 hoch über den Ort zu bauen. Rundbogenfenster und das Tonnengewölbe des Mittelschiffs lassen sich als Neuromanik deuten, ohne einer klassizistischen Gestaltung zu widersprechen. Die Emporenhalle an drei Seiten zweigeschossige Emporen, ein tonnengewölbtes Mittelschiff und flachgedeckte Seitenschiffe. Die einfachen Kapitelle der Pfeiler unter den Emporen und an der Decke zizieren keine typisch romanischen Formen. Der Turm enthält als Zitat ortsüblicher Chortürme etwas ähnliches wie eine Apsis, jedoch wird der Einblick auf Höhe der unteren Empore durch die eher klassizistisch gestaltete Wand versperrt, an der die Kanzel hängt. Aus der spätgotischen Vorgängerkirche im Tal wurden Grabsteine, der Taufstein und die Orgel mit überführt. Zur 600-Jahr-Feier des Ortes im Jahr 1999 haben die Bürger diese Nauendorfer Kirche erneut restauriert.